# Thamnobryum assimile
Thamnobryum assimile är en bladmossart som beskrevs av Cécilia Loff Pereira Sérgio Costa Gomes 1981. Thamnobryum assimile ingår i släktet rävsvansmossor, och familjen Neckeraceae. Inga underarter finns listade i Catalogue of Life.